# Flugunfall der Air France in Kano 1948
Der Flugunfall der Air France bei Kano 1948 ereignete sich am 10. April 1948. An diesem Tag verunglückte eine Douglas DC-4-1009, die sich auf einem Überführungsflug von Lagos nach Paris mit Zwischenstopps in Kano und Algier befand, während des Starts vom Flughafen Kano. Durch den Unfall wurde von den sechs Insassen der Maschine ein Mensch getötet.

## Maschine
Das Flugzeug war eine Douglas DC-4-1009 mit der Werknummer 42935, die 1946 im Werk der Douglas Aircraft Company gebaut wurde, ehe sie am 13. Mai 1946 an die Air France ausgeliefert wurde, welche die Maschine mit dem Luftfahrzeugkennzeichen F-BBDC zuließ und ihr den Taufnamen Ciel d'Anjou gab. Das viermotorige Langstreckenflugzeug war mit vier Sternmotoren des Typs Pratt & Whitney R-2000-2SD-13G Twin Wasp ausgestattet.

## Insassen
Da sich die Maschine auf einem Positionierungsflug befand, war lediglich eine sechsköpfige Besatzung an Bord, zu der unter anderem der Flugkapitän Salvetat und der Erste Offizier Marchandise gehörten.

## Unfallhergang
Aufgrund eines Defekts am elektrischen Anlasser des Triebwerks Nr. 1 (links außen) waren die Piloten nicht in der Lage, alle vier Triebwerke der Maschine anzulassen. Die Piloten erhielten daraufhin die Anweisung, mit der Maschine einen Leerflug nach Paris mit nur 3 laufenden Triebwerken durchzuführen, wo die Maschine dann gewartet werden sollte. Während des Startlaufs beobachteten Augenzeugen, dass blauer Rauch aus dem Bereich des Bugfahrwerks aufstieg. Obwohl die Flugsicherung noch versuchte, die Besatzung zu warnen, setzten die Piloten den Startlauf fort. Während sich die Triebwerke im Vollbetrieb befanden, geriet die Maschine außer Kontrolle und kam etwa 480 Meter hinter dem Startpunkt seitlich von der Startbahn ab, ehe sie mit Vollgas eine weitere Startbahn und einen Drainagegraben überrollte und schließlich gegen einen Technikhangar der BOAC prallte. Ein Besatzungsmitglied wurde bei dem Unfall getötet, während die verbliebenen sechs verletzt wurden.

## Ursache
Im Rahmen der Unfalluntersuchung wurden auffällige Reifen- bzw. Bremsspuren auf der Startbahn entdeckt, auf Grundlage derer die Unfallermittler zu dem Schluss kamen, dass das Bugfahrwerk der Maschine während des Starts nicht für den Start konfiguriert gewesen war. Die Ermittler kamen zu dem Schluss, dass die Piloten offenbar die Checkliste für den Start nicht sauber abgearbeitet hatten und daher nicht bemerkten, dass das Bugfahrwerk nicht für den Start eingestellt war.